# Württembergische Uhrenfabrik Bürk

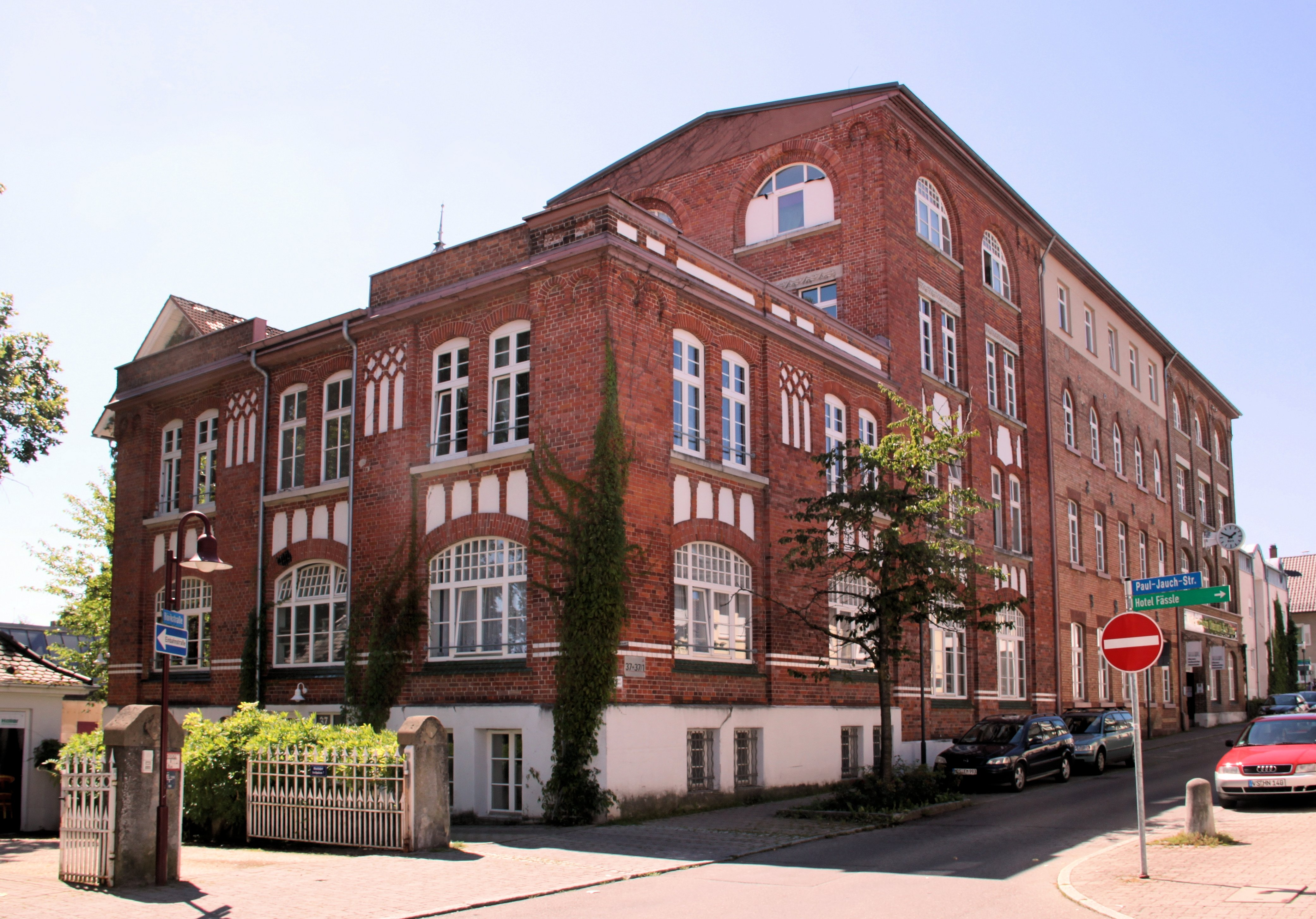
Ehemaliges Fabrikgebäude, heute Uhrenindustriemuseum

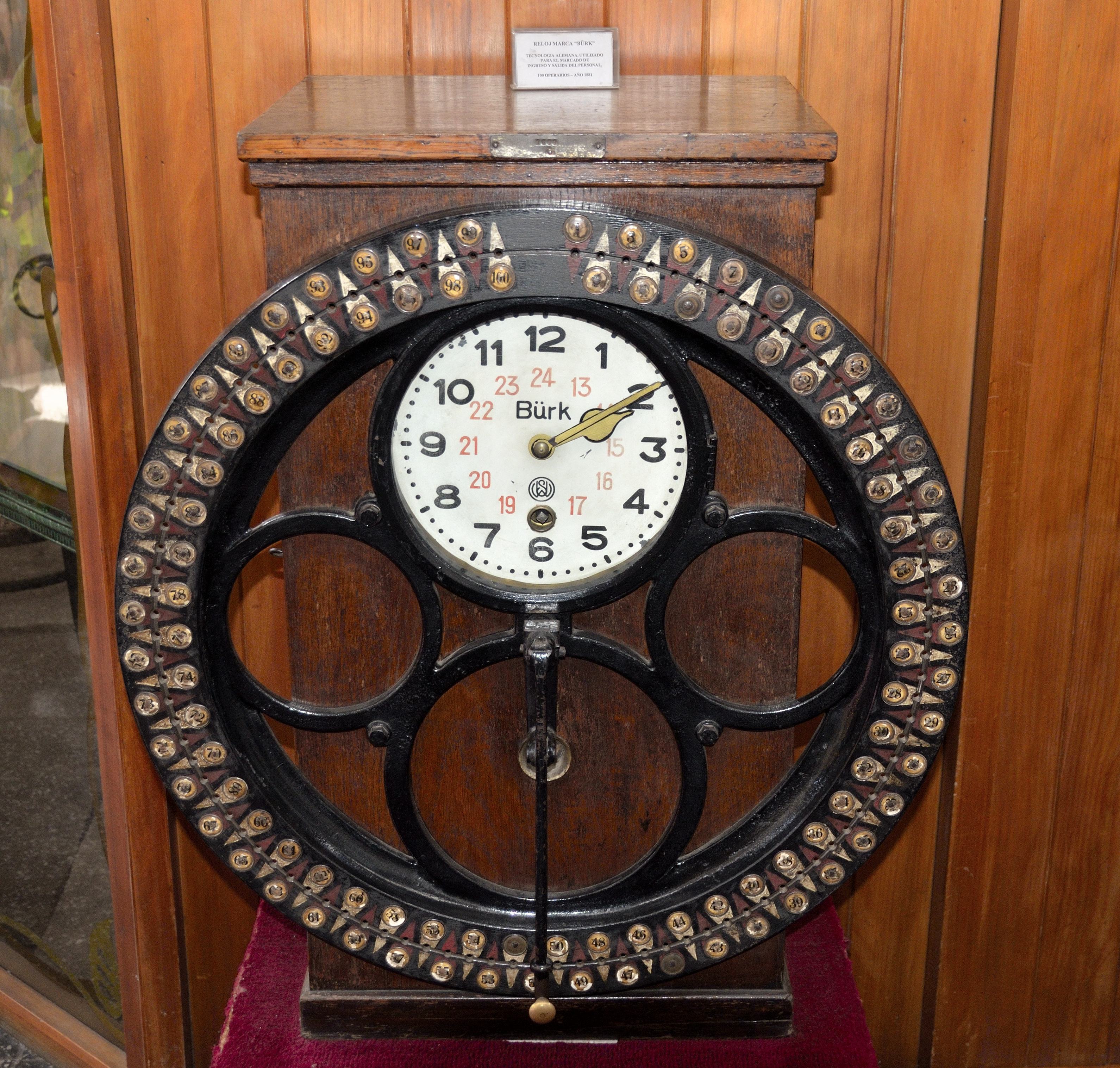
Uhr aus dem Jahre 1881, ausgestellt im Museo del Hombre y la Tecnología, Salto (Uruguay). Mit ihr ließen sich die Arbeitszeiten von bis zu 100 Arbeitern erfassen.

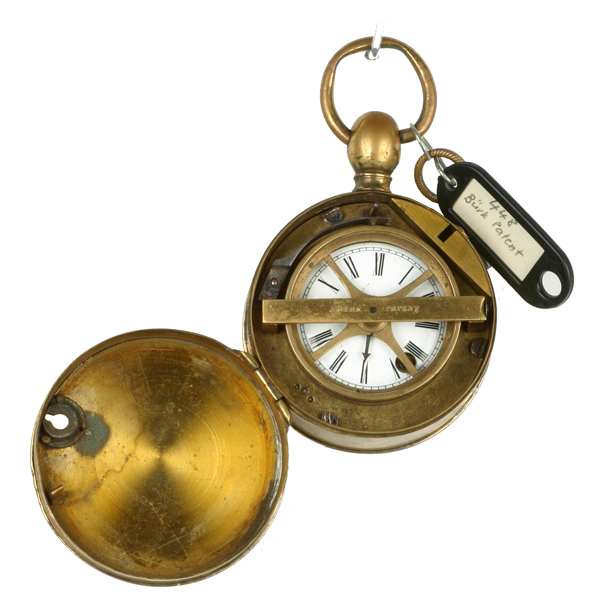
Tragbare Waechterkontrolluhr um 1860 (Deutsches Uhrenmuseum, Inv.-Nr. 2007-109)

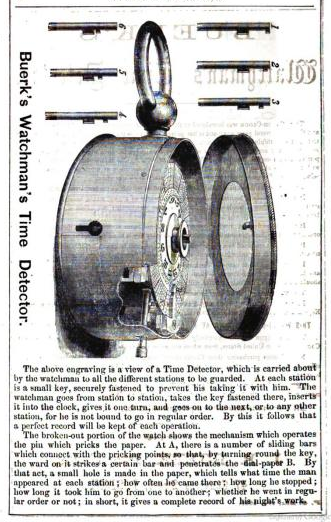
Nachtwächter-Kontrolluhr 1868

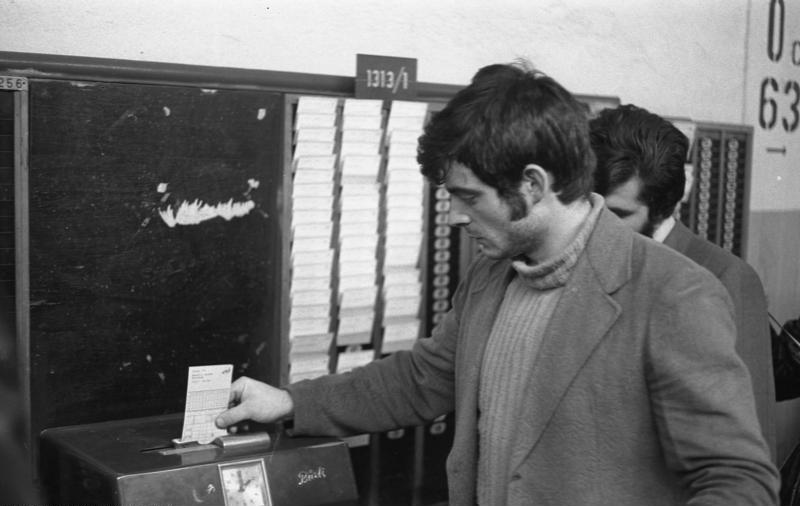
Arbeiter an einer Bürk-Stempeluhr im VW-Werk Wolfsburg, 1973

Die Württembergische Uhrenfabrik Bürk war eines der bedeutendsten deutschen Unternehmen in der Uhrenindustrie mit Sitz in Schwenningen am Neckar (heute Villingen-Schwenningen). Johannes Bürk gründete das Unternehmen im Jahr 1855; es prägte über ein Jahrhundert lang die Geschichte der Stadt, die wegen der Zahl und Bedeutung ihrer Uhrenindustriebetriebe für Jahrzehnte zur „größten Uhrenstadt der Welt“ aufstieg. In dieser Phase hatten Unternehmen und Stadt internationale Bedeutung.

## Geschichte
Das Unternehmen stellte von Anfang an nicht nur gewöhnliche Uhren, sondern auch Zeiterfassungsgeräte aller Art her. So wurden zunächst Nachtwächter-Kontrolluhren entwickelt, durch die die Anwesenheit der Wächter zu bestimmten Zeiten dokumentiert und damit überwacht werden konnte. Die Bürk-Wächterkontrolluhr Universal Nr. 50 wurde von 1912 bis 1996 hergestellt. Auch Arbeitszeiterfassungsgeräte (Stechuhren) wurden von Bürk hergestellt. Sie prägten das Arbeitsleben entscheidend.
Bereits 1865 wurden durch Jakob Bürk, den Bruder des Gründers, die Produkte in den USA verkauft.
Nach dem Tode Johannes Bürks 1872 übernahm sein Sohn Richard Bürk die technische Leitung, während seinem Bruder Hugo Bürk die kaufmännische Leitung oblag.
Im Jahr 1900 gründete Bürk mit dem US-amerikanischen Uhrenhersteller Bundy die International Time Recording Co. (ITR), aus der später durch Fusionen die International Business Machines Corporation  (IBM) hervorging.
Seit den 1920er-Jahren wurde die Produktpalette um Systeme aus Haupt- und Nebenuhren erweitert, wie sie insbesondere an Bahnanlagen zum Einsatz kamen.
Bürk war Inhaber von Patenten in Deutschland und Großbritannien.
Das Unternehmen gehörte (neben ISGUS) zu den beiden bedeutendsten deutschen Unternehmen für technische Uhren.
Das Unternehmen musste 1984 Konkurs anmelden und wurde als Bürk Zeitsysteme weitergeführt, die 1996 ebenfalls in Konkurs geriet. 1997 ging aus ihr die Bürk Mobatime GmbH hervor, eine Tochtergesellschaft der schweizerischen Mobatime-Gruppe.
Heute befindet sich in dem ehemaligen Fabrikgebäude das Uhrenindustriemuseum Villingen-Schwenningen.